# Hidradenitis suppurativa
Hidradenitis suppurativa (acne inversa, inverzne akne) je kronično vnetje žlez znojnic v koži. Najpogosteje se pojavlja v pazduhi, dimljah ter okoli prsnih bradavic in zadnjika (anusa). Kronično vnetje se lahko razširi tudi v podkožje. Za sabo pušča brazgotine na prizadetih področjih. Začne se po puberteti, v širši družini pa je lahko več podobnih primerov (genetska občutljivost). 

## Vzrok
Verjeten vzrok je zaprtje izvodil apokrinih žlez, kar privede do vnetja, razmnoževanja bakterij in brazgotinjenja. V akutnih primerih je skoraj vedno vpletena bakterija Staphylococcus aureus. V kroničnih primerih pa so lahko prisotne tudi druge bakterije, kot je po Gramu negativen Proteus.

## Simptomi in znaki
Najprej nastanejo na dotik občutljive vnetne zatrdline, v velikosti graha, ki spominjajo na kožne ognojke. Sprememba se postopoma veča do velikosti oreha, spreminja pa se tudi barva kože, ki postane rdečkasto modrikasta. Zatrdlina se v nekaj dneh zmehča, koža odmre (nekrotizira) in iz spremembe se izdeci gnojna vsebina. Gnojenje se navadno nadaljuje in razširi še na sosednje znojnice. Po ozdravitvi ostanejo manjše ali večje ugreznjene brazgotine. Pogosto je zvišana telesna temperatura. Če so prizadete žleze v pazduhi, se bezgavke v tem področju združijo, kar se tiplje kot trakaste zatrdline. Stanje lahko zaradi bolečin in slabega vonja onesposobi delovanje prizadete osebe.

## Diagnoza
Diagnoza se postavi glede na značilen izgled. Vzorec sprememb se pošlje na mikrobiološke preiskave, če obstaja sum na celulitis ali kožni absces. Pomisliti je treba tudi na furunkel, vnetje bezgavk (limfadenitis) in bolezen mačje opraskanine.

## Zdravljenje
Zdravljenje je praviloma dolgotrajno, z antibiotiki (tetraciklin, doksiciklin, eritromicin...). Kirurška oskrba, kjer naredijo zarezo in pustijo, da vsebina izteče ven (incizija in drenaža), je potrebna, kadar nastane absces ali če je prisotno valovanje (fluktuacija) vsebine. 